# Шампанские ярмарки

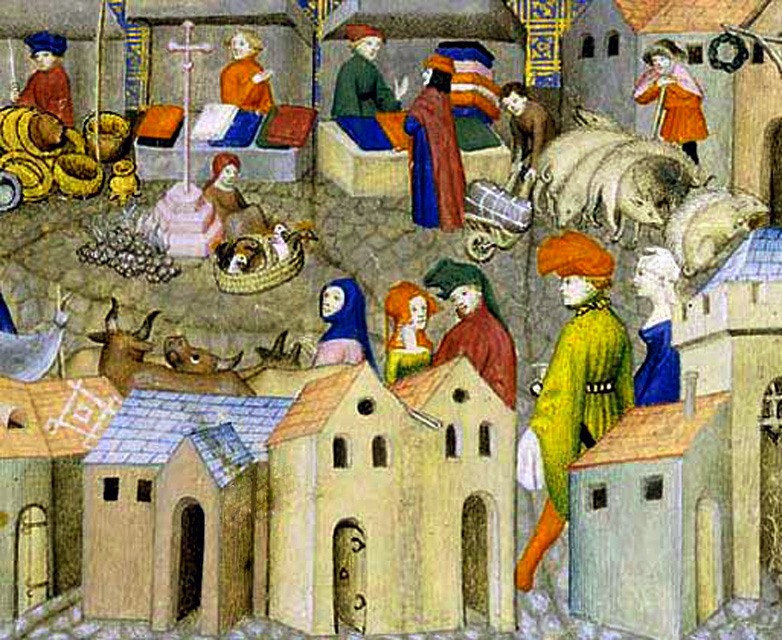

Шампанские ярмарки (фр. Foires de Champagne) — ярмарки, проводившиеся во французском регионе Шампань. Наиболее крупный торговый рынок в Европе в XII—XIV веках.

## История
Причин тому, что именно в Шампани находились самые крупные ярмарки этой эпохи, было несколько. Шампань находилась в узле всех путей, по которым шла в то время мировая торговля. Она лежала на дороге купцов, ехавших из Англии в Италию, из Фландрии в Германию[уточнить] и к средиземноморским портам; она граничила с промышленным фламандским районом с одной стороны, хлебородными и винодельными областями Германии — с другой; по ней протекали реки Сена и Маас, почти до её границ доходили Сона на юге и Мозель на востоке.

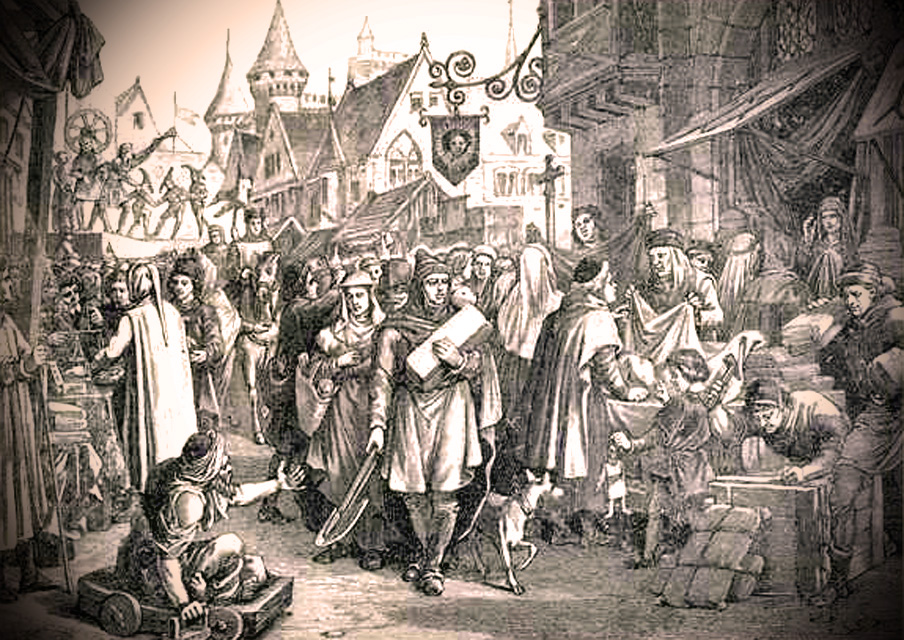
Шампанская ярмарка (XIII век)

Графы Шампани хорошо понимали значение ярмарок и не жалели усилий, чтобы доставить посещавшим их купцам полную безопасность. Купцы отовсюду ехали в Шампань с полным доверием, почти не опасаясь за жизнь и имущество. Всего Шампанских ярмарок было шесть, и продолжались они в четырёх городах почти без перерыва целый год, в следующем порядке: в Труа, в Провене, опять в Труа, в Ланьи, в Баре и снова в Провене. Начинался этот цикл в июле и кончался в июне.
Порядок каждой из ярмарок был следующий. Первая неделя отводилась на распаковку и раскладку товаров; в это время желающий мог увезти своё добро, не заплатив пошлин. На девятый день начиналась суконная ярмарка. Предметами сделок были тут ковры из Фландрии и Пикардии, французские и немецкие полотна, бумажные ткани с юга и востока, шелка из Венеции и Ломбардии, индийский муслин и самые разнообразные сорта сукон, начиная с грубых французских полуфабрикатов, которые аппретировались в Италии, и кончая тончайшими фламандскими. Вечером на десятый день ярмарку обходил глашатай и кричал: Hare! Hare! Это называлось Hare des draps и означало, что материи пора убирать. На другой день открывалась ярмарка кожаных и меховых товаров, которая также заканчивалась к известному сроку. С самого начала и до заключительного Hare шла торговля весовыми товарами (коренья, благоухания, краски, аптекарские товары, соль, шелк-сырец, лен, конопля и проч.). Скотом и лошадьми тоже торговали до конца. Все счета заканчивались в один из последних дней на столах у менял, но кредиторы обыкновенно требовали уплаты прошлогодних долгов за несколько дней до Hare des draps, чтобы иметь возможность пустить деньги на сделки с сукном и другими материями.
Сеньором ярмарок состоял граф Шампани, в пользу которого шли пошлины, уплачиваемые купцами; его люди исполняли всякие служебные функции на ярмарке, но все сколько-нибудь важные дела решалась при участии самих купцов. Если возникала тяжба или происходило правонарушение, ярмарочные стражи (фр. custodes nundinarum) вели виновного на ярмарочный суд, состоявший из купцов. Такой участи особенно часто подвергались неисправные должники. Для представительства своих интересов перед графом и вообще где нужно купцы каждого города имели консула; у итальянцев в конце XIII ввека таких консулов было целых 23 и во главе их, в качестве главного представителя, стоял ректор.
Расцвет ярмарок продолжался весь XIII век. В конце его вымер род графов Шампани, и король французский (Филипп Красивый) совершенно изменил те торгово-политические мотивы, которыми руководствовались графы. У него стал выдвигаться на первый план фискальный интерес; иностранные, главным образом итальянские, купцы стали преследоваться. Затем начались войны с Англией и Фландрией; фламандские и английские купцы подолгу не стали показываться на ярмарках, вследствие чего для итальянцев исчез главный мотив их посещения; торговые пути уклонились от Шампани; на суше клиентуру Шампани отняла нейтральная Швейцария (Женевская ярмарка), на море — Ганза. В XIV веке ярмарки прекратились.
О сокращении оборотов на ярмарках дают понятие следующие цифры, обозначающие доход графского (позднее — королевского) казначейства от пошлин. Ярмарка в Ланьи доставила в 1296 году 1813 ливров, а в 1341 году — всего 260 ливров, в Баре — 2140 и 280 соответственно; пять ярмарок (без Ланьи) в 1296 году — 8380 ливров, пять ярмарок (без второй провенской) в 1341 году только 1152 ливра.